# За морем (Цілком таємно)
За морем — тринадцята частина першого сезону серіалу «Цілком таємно» («Секретні матеріали»).

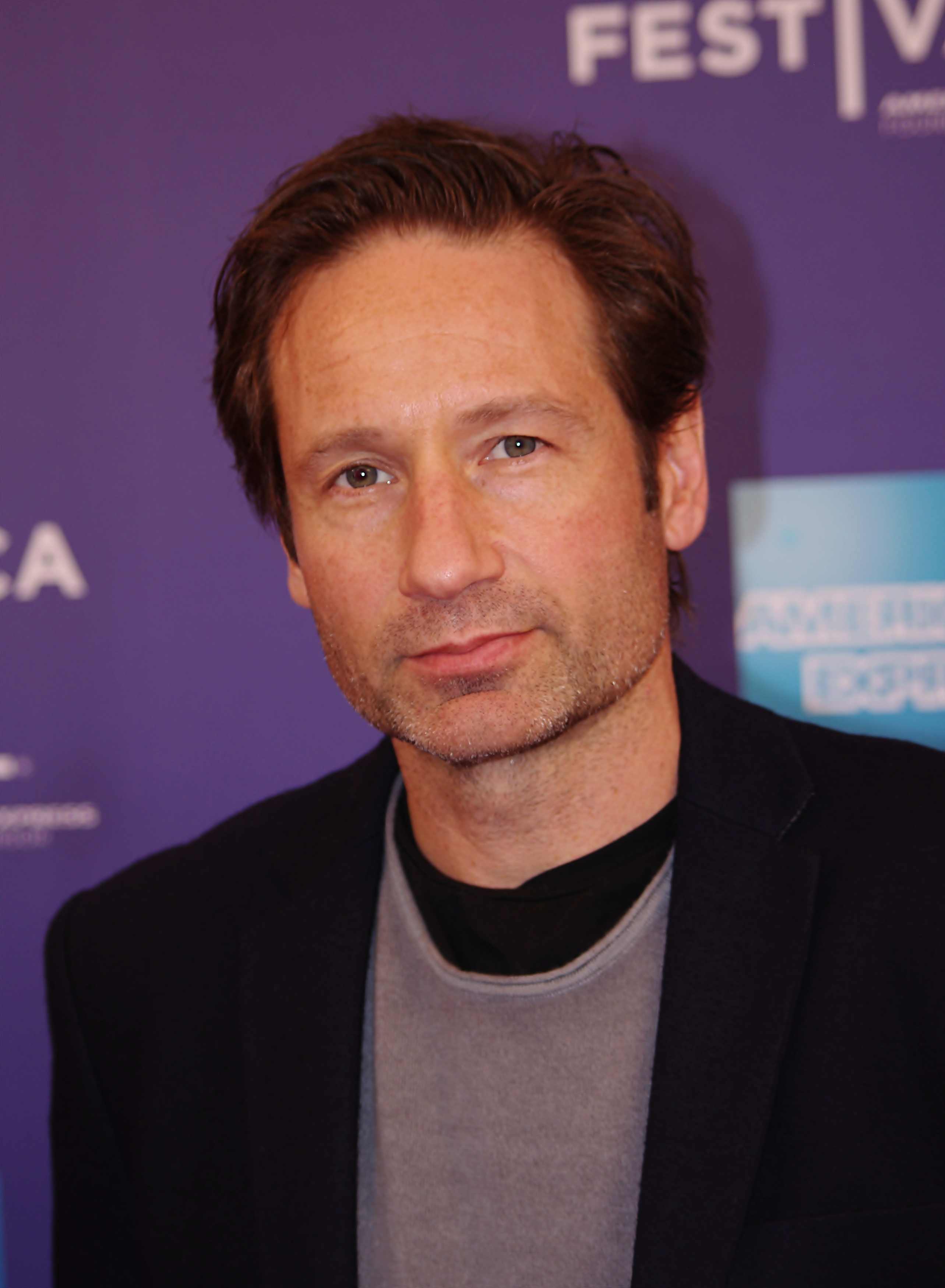

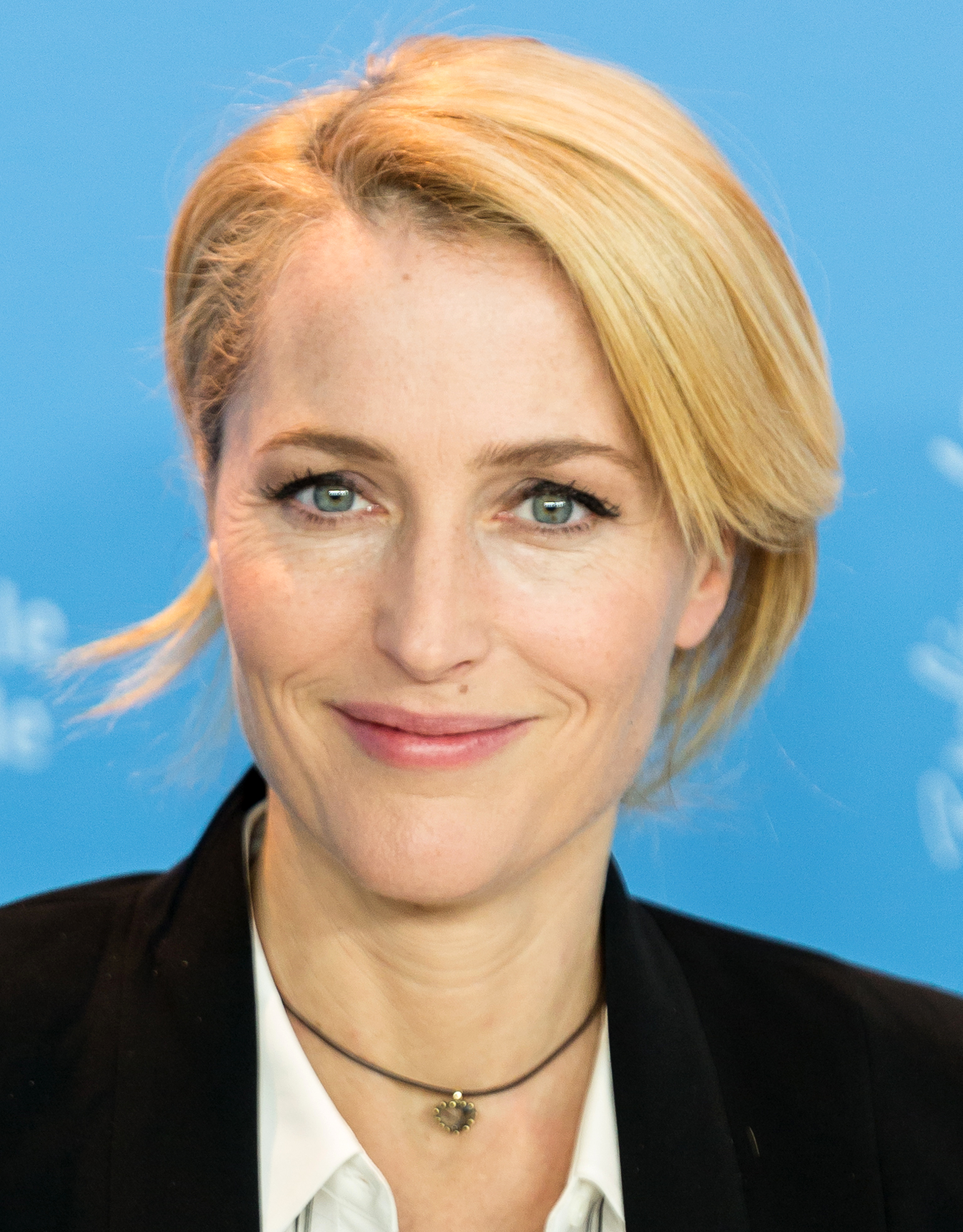

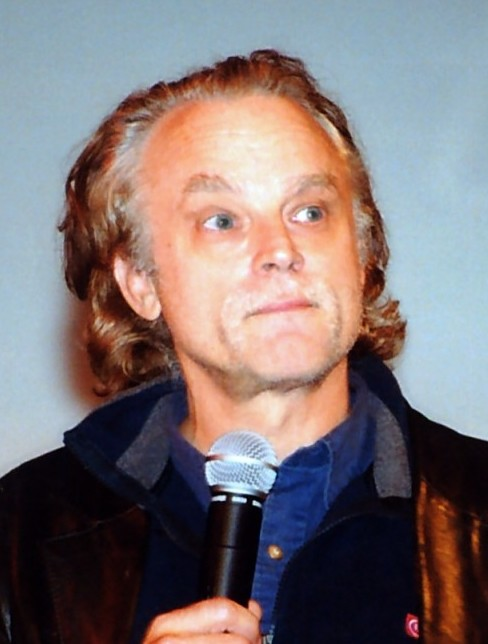

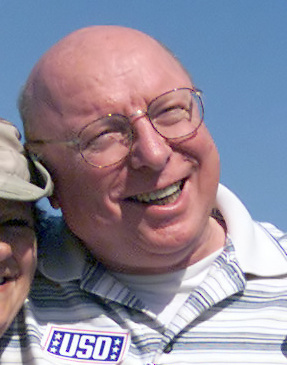

Викрадені два студенти коледжу, спеціальний агент Фокс Малдер підозрює, що вони мають справу із серійним убивцею. Малдер готовий взятися за справу сам — Скаллі нещодавно втратила батька, однак Дейна наполягає на своїй участі в розслідуванні.

## Короткий зміст
Дейна приймає у себе батьків — Вільяма та Маргарет Скаллі. Після того, як батьки пішли, вона засинає на дивані та прокидається від того, що її батько сидить навпроти. Дзвонить телефон, Дейна бере слухавку — це ї мама повідомляє, що батько помер від серцевого приступу. Озираючись, Дейна помічає, як зникає видіння її батька.
Приблизно в тому ж часі чоловік, одягнений як поліцейський, з автомобіля на парковці викрадає молоду пару. Через кілька днів агенти Малдер й Скаллі говорять про цю справу у кабінеті Малдера в будові ім. Едварда Гувера. Малдер вважає, що злочин, швидше за все, здійснений рецидивістом та є підстави вважати, викрадені будуть убиті протягом кількох днів. Фокс також повідомляє Дейні, що серійний убивця Лютер Лі Богс, затримати якого він допоміг кілька років тому, стверджує, що у нього було видіння про викрадення, та пропонує допомогу поліції — в обмін на заміну смертногор вироку на м'якше покарання. Малдер до тверджень Богса надзвичайно скептичний.
Згодом агенти відвідують Богса, при відвідинах у нього стається видіння про викрадену пару, яке ґрунтується на частинці «доказу», яка насправді є лише шматочком футболки Малдера. Переконавшись, що Богс бреше, агенти збираються відійти. Обертаючись, Скаллі бачить ще одне видіння її батька, котрий розмовляє з нею та наспівує пісню, що звучала на похованні — «За морем». Про видіння Малдеру не повідомляє. Агенти обговорюють можливість того, чи міг Богс оргазітувати викрадення з напарником, щоби уникнути страти. Малдер і Скаллі виготовляють підробну газету з повідомленням, що викрадена пара знайдена — сподіваючись, що Богс зв'яжеться з гіпотетичним напарником. Богс видимо не реагує на пастку, однак надає агентам завуальовані підказки до вирішення справи. Користуючись підказками, Скаллі виявляє склад, в якому утримували пару, пізніше приводить Малдера й кількох агентів до сараю з човнами — в ньому викрадач утримує викрадених. Дівчину вдається визволити, викрадач стріляє в Малдера та зникає з другим викраденим.
Скаллі знову розмовляє з Богсом, котрий стверджує, що може здійснити контакт з її батьком. Богс пропонує Дейні передати останнє повідомлення від батька, якщо вона буде присутньою на її страті. Також він інформує про нове місцезнаходження викрадача та попереджує — уникати «чорта». Скаллі з кількома агентами приходить до покинутого пивного заводу, вказаного Богсом, там вони визволяють викраденого хлопця. Викрадач втікає, Скаллі його наздоганяє, однак зупиняється біля підставки для бочок — на ній зображений хитрий диявол — логотип броварні. Зігнилі дошки настилу ламаються, викрадач розбивається.
Богса ведуть на страту, він виглядає Скаллі, однак вона не прийшла. Вона в цьому часі відвідує Малдера у лікарні, де він проходить реабілітацію після вогнепального поранення. Скаллі повідомляє, що вірить Фоксу — цю справу організував Богс. У відповідь на запитання Малдера, чому вона відмовилася від можливості поспілкуватися з батьком із допомогою медіума, Дейна повідомляє, що не має потреби слухати ще щось — адже вона й так знає, що б сказав батько.

## Знімались
| Актор             | Роль                  |
| ----------------- | --------------------- |
| Девід Духовни     | Фокс Малдер           |
| Джилліан Андерсон | Дейна Скаллі          |
| Бред Дуріф        | Лютер Лі Богс         |
| Дон Сінклер Девіс | капітан Вільям Скаллі |
| Шейла Ларкен      | Маргарет Скаллі       |
| Ліза Вультаджіо   | Ліз Гевлі             |
| Чад Віллетт       | Джим Саммерс          |

## Принагідно
- Beyond the Sea
- Beyond the Sea